# Sölvesborgspartiet
Sölvesborgspartiet (söp) var ett lokalt politiskt parti i Sölvesborgs kommun. Partiet bildades inför valet 2002 av miljöpartisten Bo Sandqvist. I valet 2002 lyckades man ta två mandat men lyckades inte få någon vågmästarroll. I valet 2006 gick partiet tillbaka, och tog bara ett mandat, men denna gången hamnade man i vågmästarställning, och bildade majoritet tillsammans med Socialdemokraterna  och Vänsterpartiet.
Inför valet 2010 lades partiet ned och Bo Sandqvist gick tillbaka till Miljöpartiet.

## Valresultat
| År   | Röster | Procent | Mandat |
| ---- | ------ | ------- | ------ |
| 2002 | 472    | 4,70 %  | 2 / 49 |
| 2006 | 277    | 2,66 %  | 1 / 49 |
| 2010 | 0      | 0,00 %  | 0 / 49 |

Partiet hade inte beställt valsedlar till kommunvalet 2010.